# Manfred Bietak
Manfred Bietak (* 6. Oktober 1940 in Wien) ist ein österreichischer Ägyptologe. 
Er war Professor für Ägyptologie an der Universität Wien und war von 1973 bis 2009 Leiter der Zweigstelle Kairo des Österreichischen Archäologischen Institutes, von 1986 bis 2010 Vorstand des Institutes für Ägyptologie der Universität Wien, von 2004 bis 2011 Direktor des Vienna Institute of Archaeological Science der Universität Wien und Obmann der Kommission für Ägypten und Levante an der Österreichischen Akademie der Wissenschaften, sowie von 1999 bis 2011 Principal Investigator und Leiter des Spezialforschungsbereichs SCIEM 2000 an dieser Akademie beim Fonds zur Förderung Wissenschaftlicher Forschung. Von 2016 bis 2020 war er Principal Investigator und Leiter des ERC Advanced Grants The Enigma of the Hyksos an der Österreichischen Akademie der Wissenschaften.

## Leben
Manfred Bietak studierte Archäologie in Wien. Von 1961 bis 1965 nahm er an der UNESCO-Aktion zur Rettung der nubischen Altertümer in Sayala teil. 
Im östlichen Nildelta identifizierte Bietak unter anderem die Hyksos-Hauptstadt Auaris und die Ramses-Stadt Pi-Ramesse. Besonders bedeutend war die Freilegung eines Palasts aus der Tuthmosidenzeit mit minoischen Wandmalereien. Dieser war vermutlich Teil der großen Militär- und Marinestation von Thutmosis III. und Amenophis II. In den Jahren 1966 bis 2009 leitete Manfred Bietak die Ausgrabungen von Tell el-Dab'a (Auaris). Von 1969 bis 1978 war er der Grabungsleiter in Theben-West.
Von 1966 bis 1981 hatte Bietak das Amt des wissenschaftlichen Sekretärs an der Kultursektion der österreichischen Botschaft in Kairo inne. 1973 wurde er wissenschaftlicher Rat und leitete seither die Zweigstelle des Österreichischen Archäologischen Instituts in Kairo. Ab 1981 war er außerordentlicher, ab 1989 ordentlicher Universitätsprofessor an der Universität Wien. 1997 und 2006 war er als Gastprofessor am Collège de France und 2004 an der Harvard University tätig. Ab dem 1. März 1999 fungierte er als Erster Sprecher des Spezialforschungsbereichs Synchronisation of Civilisations in the Eastern Mediterranean in the Second Millennium BC (SCIEM 2000) an der Österreichischen Akademie der Wissenschaften beim Fonds zur Förderung der wissenschaftlichen Forschung (FWF). Von 2004 bis 2011 war Bietak Direktor des Vienna Institute of Archaeological Sciences der Universität Wien.
2015 erhielt Bietak vom Europäischen Research Council den ERC Advanced Grant The Hyksos Enigma und ist seither Leiter dieses Projektes, das an der Österreichischen Akademie der Wissenschaften angesiedelt ist. Dieses Vorhaben erforscht die Herkunft einer westasiatischen Population in Ägypten, die die Machtergreifung der Hyksosdynastie verursachten, die Art der Hyksosherrschaft, die Ursachen des Niederganges und den Impakt der Hyksos auf die ägyptische Kultur des Neuen Reiches. Dieses Projekt wird gemeinsam mit der Bournemouth University, UK, und dem Ägyptischen Antikenministerium durchgeführt.
Bietak hat zwei Brüder: der älteste Dieter (* 1937) ist klassischer Jazz-Trompeter, der jüngste Wilhelm (* 1947) nahm als vielfacher österreichischer Meister im Eiskunst-Paarlauf mehrfach an Olympischen Spielen teil.

## Auszeichnungen
Bietak ist wirkliches Mitglied der Österreichischen Akademie der Wissenschaften, Ordentliches Mitglied des Deutschen Archäologischen Instituts, Membre titulaire de l’Institut d’Égypte, Fellow of the Society of Antiquaries of London, Corresponding Fellow of the British Academy, Auswärtiges Mitglied der Königlich Schwedischen Gelehrsamkeits-, Geschichts- und Altertümer-Akademie, Auswärtiges Mitglied der Königlichen Gesellschaft der Wissenschaften und Literatur in Göteborg, Membre associé de l’Institut de France: Académie des Inscriptions et Belles-Lettres, Auswärtiges Mitglied der Polnischen Akademie der Wissenschaften in Warschau, Socio straniero della Accademia Nazionale dei Lincei und Honorary Foreign Member of the Archaeological Institute of America.
- 2004: Ritter des königlichen schwedischen Nordsternordens I. Klasse
- 2005: Großes Silbernes Ehrenzeichen für Verdienste um die Republik Österreich[1]
- 2005: Silbernes Ehrenzeichen der Gemeinde Wien
- 2008: Kardinal-Innitzer-Preis
- 2010 erhielt Bietak am World Heritage Day der Denkmalschutzorganisation ICOMOS von der Republik Ägypten eine Ehrenmedaille für seine Forschungsleistungen in Tell el-Dab'a im östlichen Nildelta.
- 2016: Mitglied der American Academy of Arts and Sciences[2]
- 2021: Mitglied der Academia Europaea[3]

## Schriften
Manfred Bietak ist Autor von 14 Büchern und ca. 200 Artikeln und Berichten in wissenschaftlichen Sammelwerken und Zeitschriften.
Er ist Herausgeber der internationalen Zeitschrift für ägyptische Archäologie
- Ägypten und Levante. ISSN 1015-5104.

und der Reihen
- Untersuchungen der Zweigstelle Kairo des Österreichischen Archäologischen Institutes. ZDB-ID 522005-1,
- Berichte des Österreichischen Nationalkomitees der UNESCO Aktion zur Rettung der Nubischen Altertümer. ZDB-ID 528314-0,
- Veröffentlichungen der Ägyptischen Kommission. ZDB-ID 1149799-3, (alle Verlag der Österreichischen Akademie der Wissenschaften)

und Mitherausgeber der Reihen
- mit Hermann Hunger: Contributions to the Chronology of the Eastern Mediterranean. ZDB-ID 2261369-9 und
- mit Edgar B. Pusch: Forschungen in der Ramsesstadt.